# Valørmaleri
Valørmaleri eller tonemaleri er en malestil med kun få farver i forskellige valører i modsætning til det koloristisk anlagte maleri, hvor farvernes toneværdi udnyttes.
En repræsentant i 1600-tallet for denne malemåde er Jan van Goyen. Hans studier af lys og luft blev senere inspirationskilde for impressionisterne i 1800-tallet.

## Galleri
| |
| - James McNeill Whistler: Whistlers mor, 1871 - Claude Monet, Impression, 1872 - P.S. Krøyer: Sommeraften ved Skagens strand, 1899 |